# Rozsdás csuk
A rozsdás csuk (Saxicola rubetra) a madarak osztályának a verébalakúak (Passeriformes) rendjéhez és a  légykapófélék (Muscicapidae) családjához tartozó faj.

## Rendszerezése
A fajt Carl von Linné svéd természettudós írta le 1758-ban, a Motacilla nembe Motacilla Rubetra néven. A Magyar Madártani és Természetvédelmi Egyesület a rigófélék (Turdidae) családjába sorolja be.

## Előfordulása
Költőterülete Európa és a mérsékelt égövi Ázsia nyugati része, keleten nagyjából az Ob folyóig terjed. Telelni Afrikába vonul. Természetes élőhelyei a fűzfás, bokros, nedves rétek.

### Kárpát-medencei előfordulása
Magyarországon rendszeres fészkelő, áprilistól szeptemberig tartózkodik a térségben.

## Megjelenése
Testhossza 12 centiméter, szárnyfesztávolsága 21-24 centiméter és testtömege 14-19 gramm. A hím torka és begye rozsdaszínű, fehér szemöldőksávja van. A tojó halványabb színű.
|  |  |

## Életmódja
Rovarokkal, pókokkal és  bogyókkal táplálkozik.

## Szaporodása

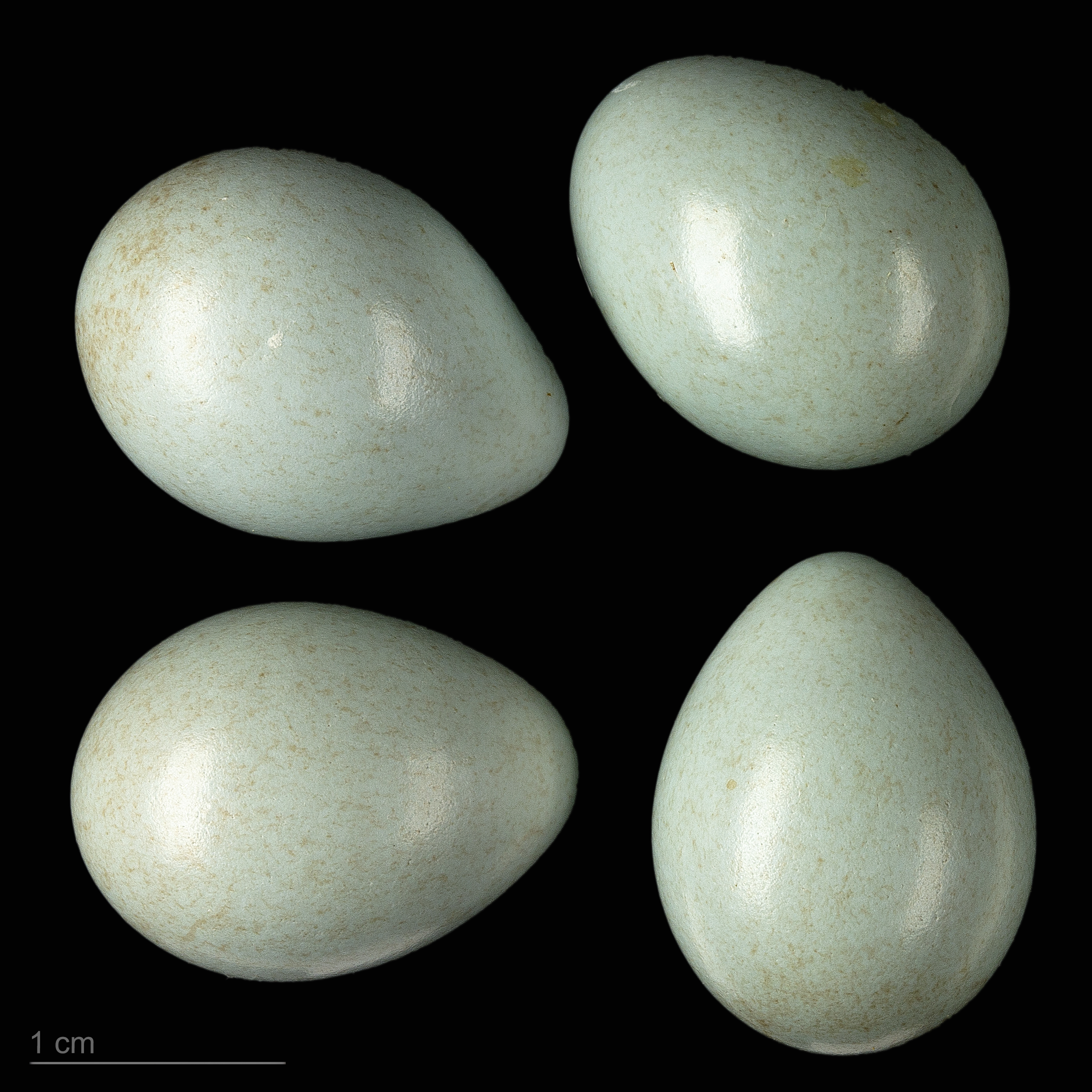
Saxicola rubetra

A költési időszak májustól júniusig tart. Egy fészekalj 5-6 tojásból áll, melyen 12-13 napig kotlik. A fiatal madarak 17-19 nap múlva repülnek ki. Egy évben egy fészekaljat nevel fel, de elpusztulásuk esetén újra fészkel.

## Természetvédelmi helyzete
Az elterjedési területe rendkívül nagy, egyedszáma még nagy, de csökken. A Természetvédelmi Világszövetség Vörös listáján nem fenyegetett fajként szerepel. Magyarországon védett, természetvédelmi értéke 25 000 forint forint.